# Mikuláš Radványi
Mikuláš Radványi (* 22. listopadu 1968, Dunajská Streda) je bývalý slovenský fotbalový útočník.Od července 2021 působí jako hlavní kouč prvoligového slovenského klubu KFC Komárno.
Jako hráč působil mimo Slovensko (respektive Československo) na klubové úrovni v Německu a Rakousku. Jako kouč trénoval mimo Slovenskou republiku v Rakousku, Česku a Maďarsku.

## Hráčská kariéra
Svoji fotbalovou kariéru začal v týmu FC Slovan Galanta. Následně působil v mužstvech FK DAC 1904 Dunajská Streda, TJ OFC Gabčíkovo a TJ Slovan Duslo Šaľa. V roce 1991 se vrátil do Dunajské Stredy. V sezoně 1994/95 působil v německém klubu 1. FC Saarbrücken. V červenci 1995 zamířil do celku FC Spartak Trnava, kam se po půl roce stráveném v týmu Kaučuk Opava vrátil. Poté potřetí hrál za DAC. Na závěr své kariéry hráče působil v nižších rakouských soutěžích, postupně oblékl dresy mužstev SC Neusiedl/See, SV Würmla, FC Andau a SV Donau Langenleben, kde po skončení ročníku 2007/08 ukončil svoji aktivní hráčskou kariéru.

## Trenérská kariéra
Jako trenér působil nejprve v SV Donau Langenleben, kde byl hrajícím koučem. Následně jeho kroky vedly do Dunajské Stredy. U klubu působil nejprve jako asistent a následně jako hlavní trenér. V květnu 2011 usedl na lavičku ŠK SFM Senec. V roce 2012 krátce vedl tým KFC Komárno. V létě 2012 se vrátil zpět do týmu DACu Dunajská Streda. V sezoně 2012/13 jeho svěřenci postoupili zpět do nejvyšší soutěže. V lednu 2015 byl od klubu odvolán a nahradil ho německý kouč Tomislav Marić. Na jaře 2015 vedl tým OFC Russel Gabčíkovo.
Od 1. července 2015 působil u českého klubu MFK Frýdek-Místek. Před ročníkem 2016/17 převzal mužstvo TJ Spartak Myjava, kde nahradil Norberta Hrnčára, který odešel do klubu MFK Ružomberok. Po odhlášení Myjavy z nejvyšší slovenské ligy v zimní pauze sezóny si hledal nové angažmá. V květnu 2017 převzal maďarské mužstvo Mezőkövesd-Zsóry SE.
Následovala angažmá na Slovensku, postupně trénoval OFC Gabčíkovo, Podbrezovou, Pohronie a od léta 2021 vede KFC Komárno.